# Largo, Florida
Largo är en stad (city) i Pinellas County, i delstaten Florida, USA. Enligt United States Census Bureau har staden en folkmängd på 77 723 invånare (2011) och en landarea på 45,6 km².